# Oláhbrettye
Oláhbrettye (románul Bretea Română) település Romániában, Hunyad megyében.

## Fekvése
Dévától 33 km-re délre, Pusztakalántól 12 km-re délre, Hátszegtől 11 km-re északra, a Sztrigy jobb partján, Magyarbrettyével szemben fekszik.

## Története
1480-ban említik először, már a mai nevén. Valószínűleg ekkortájban hozták létre román telepesek, de Benkő József szerint elképzelhető, hogy régebbi település és az is, hogy az 1332-es pápai tizedjegyzék adatai nem Magyarbrettyére, hanem erre a falura vonatkoznak, ez alapján tehát középkori katolikus lakosság feltételezhető.
A trianoni békeszerződésig Hunyad vármegye, Hátszegi járásához tartozott.

## Lakossága
1910-ben 353 lakosa volt, ebből 263 román, 87 magyar és 3 német nemzetiségűnek vallotta magát.
2002-ben 267 lakosából 264 román, 3 egyéb nemzetiségű volt.